# Iván Chapela
Iván Chapela López (Chiclana de la Frontera, Cádiz, 21 de mayo de 1999) es un futbolista español que juega como extremo izquierdo en el Burgos Club de Fútbol de la Segunda División.

## Trayectoria
Nacido en Chiclana de la Frontera, Cádiz, Chapela se unió a la cantera del Valencia CF con 13 años, procedente de la APA Sancti Petri. En 2017, tras sufrir varias lesiones, abandonó el club y se enroló en la cantera del Málaga CF.
El 22 de febrero de 2018, Chapela con el Atlético Malagueño de Tercera División de España en la victoria por dos goles a uno frente al Loja CD. 
El 1 de agosto de 2018, firmó un contrato por tres temporadas con el Cádiz Club de Fútbol "B" de Tercera División de España.
En la temporada siguiente lograría el ascenso a la Segunda División B de España con el filial gaditano.
El 15 de enero de 2021, Chapela renovó su contrato con el Cádiz Club de Fútbol hasta 2022.
En la temporada 2021-22, haría la pretemporada con el primer equipo cadista y alternaría entrenamiento y participaciones con el filial de Segunda División RFEF.
El 2 de octubre de 2021, Chapela  debutó con el primer equipo del Cádiz CF en Primera División de España, reemplazando a Jens Jønsson en un empate a cero en casa contra el Valencia CF.
El 1 de septiembre de 2022, firma por el Unionistas de Salamanca Club de Fútbol de Primera Federación, cedido por el Cádiz Club de Fútbol.
El 9 de julio de 2023 es traspasado al Club Deportivo Eldense, recién ascendido a Segunda División.
El 1 de julio de 2025, pasa a formar parte de la plantilla del Burgos Club de Fútbol.

## Internacional
En septiembre de 2015, es convocado por la Selección de fútbol sub-17 de España, con la que disputaría dos encuentros.

## Clubes
Actualizado al último partido disputado el 11 de agosto de 2023.
| Club                                            | País          | Periodo       | Partidos (goles) |
| ----------------------------------------------- | ------------- | ------------- | ---------------- |
| Atlético Malagueño                              | España        | 2018          | 1 (0)            |
| Cádiz Club de Fútbol "B"                        | España        | 2018-2022     | 71 (8)           |
| Cádiz Club de Fútbol                            | España        | 2021-2023     | 1 (0)            |
| Unionistas de Salamanca Club de Fútbol (cedido) | España        | 2022-2023     | 35 (8)           |
| Club Deportivo Eldense                          | España        | 2023-2025     | 73 (14)          |
| Burgos Club de Fútbol                           |               | 2025-Act      |                  |
| Total carrera                                   | Total carrera | Total carrera | 181 (30)         |